# Leuciscus
Genre
Synonymes
- Aturius Dubalen (1878).

Leuciscus est un genre de poissons téléostéens de la famille des Cyprinidae.

## Liste des espèces
Selon FishBase (20 novembre 2016) :
- Leuciscus aspius (Linnaeus, 1758)
- Leuciscus baicalensis (Dybowski, 1874)
- Leuciscus bearnensis (Blanchard, 1866)
- Leuciscus bergi Kashkarov, 1925
- Leuciscus burdigalensis Valenciennes, 1844
- Leuciscus cephalus (Linnaeus, 1758)
- Leuciscus chuanchicus (Kessler, 1876)
- Leuciscus danilewskii (Kessler, 1877)
- Leuciscus dzungaricus Paepke & Koch, 1998
- Leuciscus gaderanus Günther, 1899
- Leuciscus idus (Linnaeus, 1758)
- Leuciscus latus (Keyserling, 1861)
- Leuciscus lehmanni Brandt, 1852
- Leuciscus leuciscus (Linnaeus, 1758)
- Leuciscus lindbergi Zanin & Eremejev, 1934
- Leuciscus merzbacheri (Zugmayer, 1912)
- Leuciscus oxyrrhis (La Blanchère, 1873)
- Leuciscus schmidti (Herzenstein, 1896)
- Leuciscus vorax (Heckel, 1843)
- Leuciscus waleckii (Dybowski, 1869)